# De Wijkerslooth

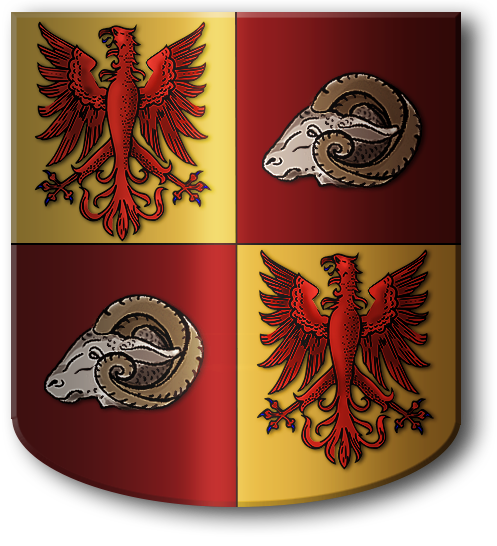
Wapen van het geslacht De Wijkerslooth de Weerdesteijn

De Wijkerslooth (ook: van Wijkerslooth van Grevenmachern, de Wijkerslooth de Rooyesteyn en de Wijkerslooth de Weerdesteyn) is een Nederlands en Belgisch adellijk geslacht. 

## Geschiedenis
De bewezen stamreeks begint met Willem Petersz Smit die vermeld wordt vanaf 1459 en in 1484 overleed. In de 17e eeuw vestigden zich nakomelingen in Utrecht als brouwer. 
In 1786 werd Henricus Jacobus van Wijkerslooth van Weerdesteyn door keizer Jozef II als heerser over de Oostenrijkse Nederlanden verheven in de Zuid-Nederlandse adel en werd hem de titel van baron bij eerstgeboorte verleend. In 1803 werd een broer van de laatste, Cornelis Gerardus Josephus van Wijkerslooth van Grevenmachern, door keizer Frans II verheven tot baron van het Heilige Roomse Rijk. In 1814 en 1816 werden leden van de familie benoemd in ridderschappen. In 1816 werd Franciscus Johannes de Wijkerslooth de Weerdesteyn ingelijfd in de Nederlandse adel en in 1816 werd hem de titel van baron bij eerstgeboorte verleend.
In 1816 werd de titel van baron bij eerstgeboorte verleend aan François Johannes de Wijckerslooth van Roijestein die in 1814 in de Ridderschap benoemd was; zijn nageslacht opteerde na 1830 voor België en maakt sindsdien deel uit van de Belgische adel. Aan hen werd in 1963 in België de titel van baron(es) op allen verleend.

## Nederlandse adel
- Cornelius Gasparus van Wijkerslooth (1713-1761); trouwde in 1748 Maria Joanna Charlotta van Kuykhoven (1727-1800), dochter van Hendrik van Kuykhoven en Arme Marie de Vecquer, vrouwe van Grevenmacher (Luxemburg).
  - Cornelis Gerardus Josephus des H.R.Rijksbaron van Wijkerslooth van Grevenmachern, heer van Grevenmacher, Opper- en Neder-Douven, Weckert, Munsecker en Bocholt (1749-1804), lid van de raad van Amsterdam.
    - Maria Gertruda van Wijkerslooth van Grevenmachern (1775-1832), laatste telg van de tak van Wijkerslooth van Grevenmachern.
    - Jhr. Henricus Theodorus van Wijkerslooth van Grevenmachern (1780-1823), lid raad van Amsterdam.
    - Angelica Louisa van Wijkerslooth van Grevenmachern (1795-1816); trouwde in 1813 met Arnoud Willem van Brienen van de Groote Lindt, heer van de Groote Lindt, Dortsmond, Stad aan het Haringvliet en Wezensteen (1783-1854).

  - Henricus Jacobus (Zuid-Nederlands:) baron de Wijkerslooth (1752-1808), lid Wetgevend Lichaam, wethouder van Haarlem; trouwde in 1785 met Anna Catharina Maria Ram van Schalkwijk, vrouwe van Schalkwijk, Weerdesteyn, Sandelingen, Ouden Rijn en Heycop (1760-1828).
    - Mgr. Cornelius Ludovicus baron de Wijkerslooth, heer van Schalkwijk en Weerdesteyn (1786-1851), bisschop, hoogleraar in de godgeleerdheid aan het Seminarie te Warmond.
    - Franciscus Johannes baron de Wijkerslooth de Weerdesteyn, heer van Schalkwijk en Woelingen (1792-1864), kamerheer i.b.d. van Willem I der Nederlanden.
      - Jkvr. Jeanne Cornélie Valentine de Wijkerslooth de Weerdesteyn (1845-1885); trouwde in 1865 met Charles Eugène de Cadier baron de Veauce (1820-1884), lid Wetgevend Lichaam, senator in Frankrijk.
      - Corneille Charles Auguste baron de Wijkerslooth de Weerdesteyn, heer van Schalkwijk en Weerdesteyn (1846-1909), burgemeester van Woelingen
        - Mr. Jean Baptiste Louis Corneille Charles baron de Wijkerslooth de Weerdesteyn, heer van Schalkwijk en Weerdesteyn (1873-1936), lid Gedeputeerde Staten van Utrecht, lid Tweede Kamer der Staten-Generaal, lid Raad van State.
          - Mr. Karel Lodewijk Cornelis Maria Ignatius de Wijkerslooth de Weerdesteijn, heer van Hindersteyn (1901-1975), jurist, lid van de Waffen-SS en NSB-politicus.
            - Mr. Henri Charles Robert Marie baron de Wijkerslooth de Weerdesteyn (1950), burgemeester en diplomaat.

          - Jhr. mr. ir. Ferdinand Cornelis Karel de Wijkerslooth de Weerdesteyn, heer van Weerdesteyn en Wulven (1902-1974), hoofdingenieur-directeur Rijkswaterstaat.
            - Jkvr. Judith Juliette Madeleine Sophie de Wijkerslooth de Weerdesteyn (1935-2016), lid provinciale staten van Noord-Brabant, lid Eerste Kamer der Staten-Generaal, lid Raad van State.
            - Jhr. ir. Franciscus Johannes de Wijkerslooth de Weerdesteyn, heer van Wulven (1938-2019).
            - Jhr. ir. Roelof Jozef de Wijkerslooth de Weerdesteyn, heer van Weerdesteyn (1946), ambtenaar, bestuurder en topfunctionaris.
            - Prof. jhr. mr. Joan Lodewijk de Wijkerslooth de Weerdesteyn (1946), advocaat en hoogleraar, voormalig voorzitter van het College van Procureurs-Generaal.

          - Jhr. dr. ir. Paul Johan Cornelis de Wijkerslooth de Weerdesteyn, heer van Wulven (1904-1969), geoloog.
          - Jkvr. Johanna Maria de Wijkerslooth de Weerdesteyn (1911-2000); trouwde in 1938 met mr. Frans Joan baron van Hövell tot Westervlier en Wezeveld (1910-2004), burgemeester van Amstenrade en van Oirsbeek.
          - Jhr. mr. Robbert Anton Jozef de Wijkerslooth de Weerdesteyn, heer van Schalkwijk (1912-2005), jurist, letterkundige en essayist.

      - Léon Eugène Marie van Wijkerslooth van Weerdensteijn (Brussel, 1850 - Bonn, 1868)

## Belgische adel
- Franciscus Johannes Nicolaas baron de Wijkerslooth de Rooyesteyn (1757-1821), luitenant bij de karabiniers in het Nederlandse leger. Hij werd in 1816, onder het Verenigd Koninkrijk der Nederlanden, erkend in de erfelijke adel en in 1817 kreeg hij de baronstitel. Hij werd tevens benoemd in de Ridderschap van de provincie Utrecht. Zijn nageslacht opteerde voor de Belgische nationaliteit en behoort sindsdien tot de Belgische adel. Franciscus erfde het huis Royestein.
  - Jacques Louis Joseph Jean baron de Wijkerslooth de Rooyesteyn (1798-1888), onderluitenant der cavalerie in het Nederlandse leger
    - Emile Henri Florent Ghislain baron de Wijkerslooth de Rooyesteyn (1837-1909), luitenant-generaal der cavalerie, vleugeladjudant van koning Leopold II
      - Ferdinand Charles Ghislain Marie François baron de Wijkerslooth de Rooyesteyn (1869-1954), majoor der cavalerie
        - Jacques Marie Emile Ghislain baron de Wijkerslooth de Rooyestein (1896-1988), burgemeester van Guirsch

  - Jhr. Henri Louis Joseph de Wijkerslooth de Rooyesteyn (1805-1864), burgemeester van Péronnes-lez-Binche